# 다르 알이프타 알미스리야

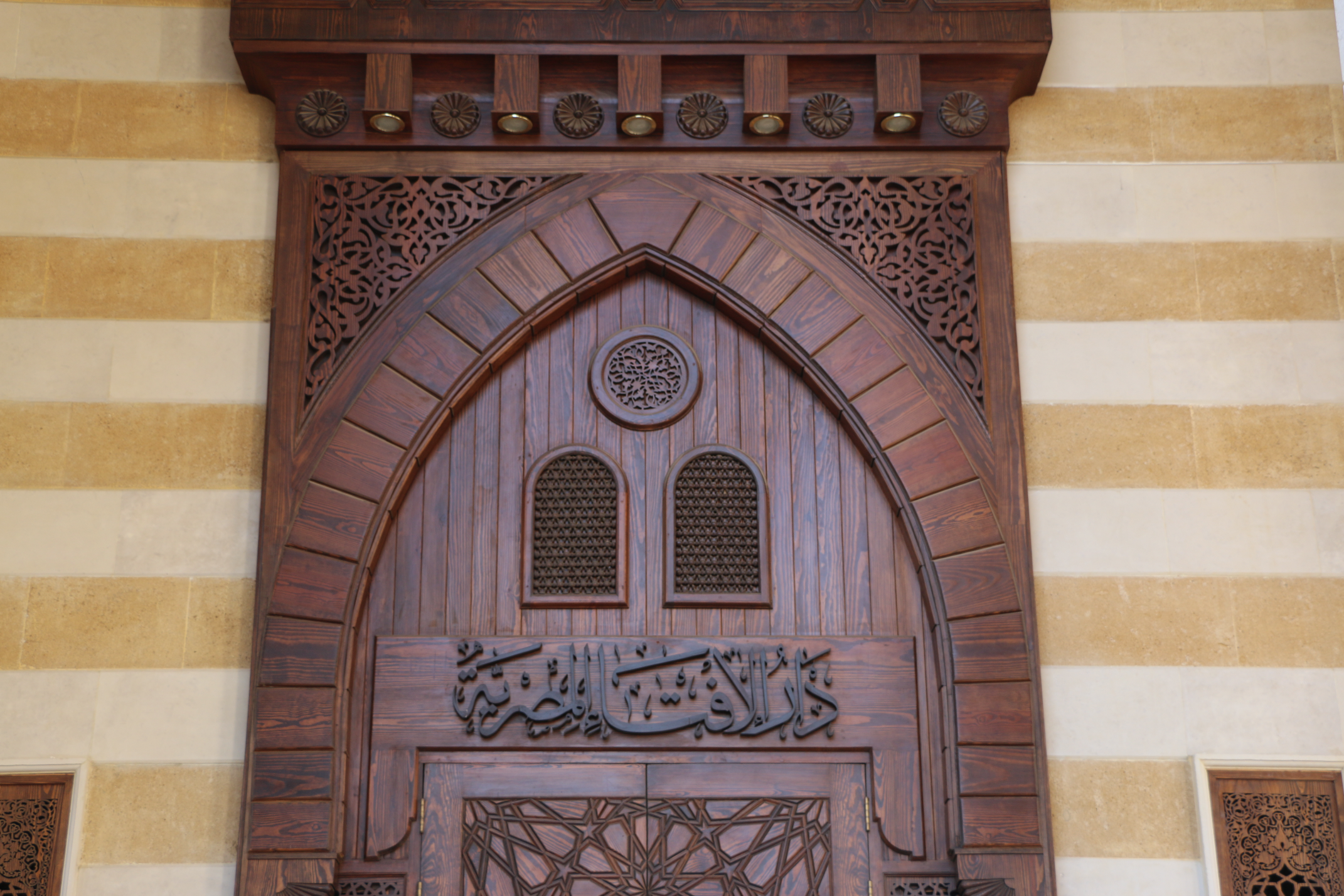

다르 알이프타 알미스리야(아랍어: دار الإفتاء المصرية)는 이슬람교와 이슬람교 법률을 교육하기 위해 설립한 이집트의 교육 기관으로 1895년(이슬람력 1313년) 압바스 2세에 의해 설립되었다.
다르 알이프타는 종교적 원칙을 세우고 명확하게 하기 위해 유지되어 왔으며 세속적인 삶을 지양하고 현대 생활의 새로운 문제점들을 종교 법률의 관점에서 판단한다. 또한 쿠란과 하디스(예언자의 언행)을 참조하여 무슬림들이 이슬람의 원칙에 따라 자신의 삶을 살고 내세에서의 삶을 누릴 수 있도록 법학자들의 의견을 역사를 통해 제시한다. 지도자는 대(大)무프티로 불린다.

## 대무프티
- (1895 - 1899) 하순나 알나와위
- (1899 - 1905) 무함마드 압드
- (1905 - 1914) 바크리 알사다피
- (1914 - 1920) 무함마드 바키트
- (1920 - 1920) 무함마드 이스마일 알바르디시
- (1921 - 1928) 압드 알라흐만 쿠라
- (1928 - 1945) 압드 알마지드 살림
- (1946 - 1950) 하산나인 무함마드 마클라프
- (1950 - 1952) 알암 나세르
- (1952 - 1954) 하산나인 무함마드 마클라프
- (1955 - 1960) 하산 마문
- (1960 - 1970) 아흐메드 무함마드 압드 알하리디
- (1970 - 1978) 무함마드 카하티르 무함마드 알셰흐
- (1978 - 1982) 자드 알하크 알리 자드 알하크
- (1982 - 1985) 압드 알라티프 압드 알가니 함자
- (1986 - 1996) 무함마드 셰이드 탄타위
- (1996 - 2002) 나스르 파리드 와시르
- (2002 - 2003)  아흐메드 알타예브
- (2003 - 2013) 알리 고마
- (2013 - 현재) 샤키 이브라힘 압둘 카림 알람